# Vana-Sonda
Vana-Sonda – wieś w Estonii, w prowincji Virumaa Wschodnia, w gminie Sonda.